# Carasco
Carasco (en ligur Karàscu, Kaàscu o Carasco (/kaˈrasku/)) és un comune italià, situat a la regió de la Ligúria i a la ciutat metropolitana de Gènova. El 2011 tenia 3.640 habitants. Limita amb les comunes de Chiavari, Cogorno, Leivi, Mezzanego, Ne i San Colombano Certenoli.

## Geografia
Situat a la part baixa de la vall Fontanabuona compta amb una superfície de 8,46 km² i les frazioni de Graveglia, Paggi, Rivarola, San Pietro di Sturla i Santa Maria di Sturla.